# Nationalpark Hornopirén

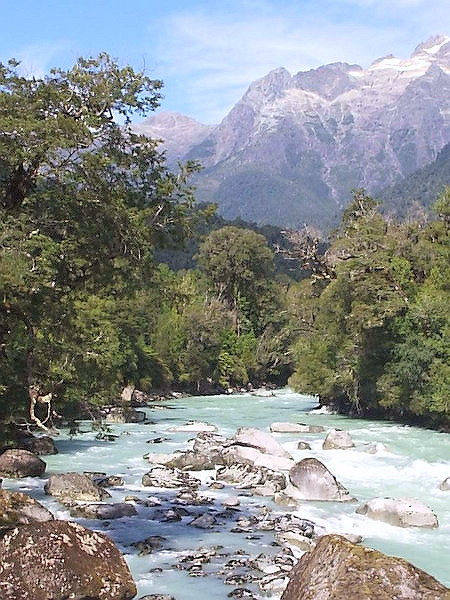
Rio Blanco

Nationalpark Hornopirén ist ein 48.232 Hektar großer Nationalpark in der Los-Lagos-Region der chilenischen Anden. Der Großteil des Parks ist von gebirgiger Landschaft und dichtem Bewuchs durch kühlgemäßigten Regenwald (Valdivianischer Wald) charakterisiert. Der Nationalpark Hornopirén gehört zu den weniger dem Tourismus erschlossenen Nationalparks Chiles.
Der im Jahr 1988 gegründete Park wird von sechs mittleren bis kleineren Flüssen durchflossen, von denen der Rio Blanco als der wichtigste die beiden großen, die Landschaft dominierenden Seen General Pinto Concha (4,75 km²) und Lago Inexplorado 1,5 km² durchfließt.
Der Park wird vor allem als eines der letzten Refugien für einige stark bedrohte Tierarten genannt, wie dem Chilenischen Huemúl, der Chilenischen Wildkatze und der Zwerghirschenart Pudú.
Namensgeber des Nationalparkes ist der 1572 m hohe Vulkan Hornopirén, der selbst jedoch außerhalb des Nationalparks liegt.